# Mohamed Abarhoun
Mohamed Abarhoun (arabisch محمد أبرهون, DMG Muḥammad Abarhūn; * 3. Mai 1989 in Tétouan; † 2. Dezember 2020) war ein marokkanischer Fußballspieler.

## Karriere

### Verein
Abarhoun begann seine Karriere bei Maghreb Tétouan. Zwischen 2010 und 2011 spielte er leihweise bei Chabab Rif Al Hoceima, ehe er nach Tétouan zurückkehrte. Für Maghreb kam er zu über 120 Einsätzen in der Botola.
Zur Saison 2017/18 wechselte er nach Portugal zum Moreirense FC. Im August 2017 machte er gegen Vitória Setúbal sein erstes Spiel in der Primeira Liga. In eineinhalb Jahren bei Moreirense kam der Verteidiger zu 37 Einsätzen in der höchsten portugiesischen Spielklasse, in denen er ein Tor erzielte. Im Januar 2019 wechselte er in die Türkei zu Çaykur Rizespor. In der Süper Lig spielte Abarhoun 36 Mal und erzielte dabei drei Tore. Nach der Saison 2019/20 verließ er Rizespor.

### Nationalmannschaft
Abarhoun nahm 2011 mit der marokkanischen U-23-Auswahl am Afrika-Cup teil. Mit den Marokkanern unterlag er erst im Finale Gabun und qualifizierte sich somit als Zweiter für die Olympischen Sommerspiele 2012. Für das olympische Fußballturnier wurde Abarhoun im Sommer 2012 auch in den Kader berufen und kam in allen drei Spielen Marokkos zum Einsatz. Die Afrikaner schieden jedoch bereits in der Vorrunde aus.
Im Juli 2013 debütierte er in der Qualifikation zur CHAN 2014 gegen Tunesien für die A-Nationalmannschaft. Er qualifizierte sich mit den Marokkanern für die Endrunde, für die er auch nominiert wurde und bei der er alle vier Spiele absolvierte. Mit Marokko scheiterte er im Viertelfinale an Nigeria. Bis September 2014 kam Abarhoun zu sieben Länderspieleinsätzen, im November 2015 stand er letztmals im Kader.

## Persönliches
Bei Abarhoun wurde im Februar 2020 Magenkrebs diagnostiziert. Dieser Erkrankung erlag er Anfang Dezember des Jahres im Alter von 31 Jahren.